# Witticheniet

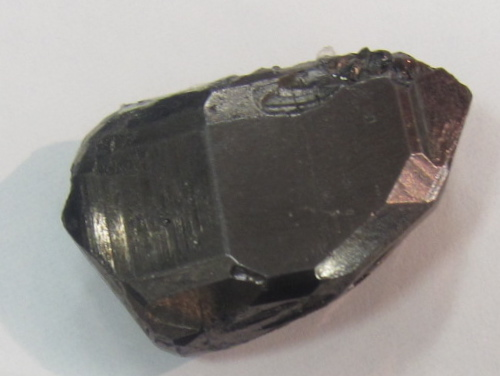
Witticheniet

Het mineraal witticheniet is een koper-bismut-sulfide met de chemische formule Cu3BiS3.

## Eigenschappen
Het loodgrijze tot bronskleurige witticheniet heeft een metallische glans en een zwarte streepkleur. Het kristalstelsel is orthorombisch. De gemiddelde dichtheid is 6,5 en de hardheid is 2,5. Witticheniet is niet radioactief.

## Naamgeving
Witticheniet is genoemd naar de plaats waar het voor het eerst beschreven is, Wittichen, Baden in Duitsland.

## Voorkomen
Witticheniet komt voornamelijk voor in hydrothermale aders, samen met andere bismuthoudende mineralen. De typelocatie is Wittichen.